# Йокота Коусаку
Коусаку Йокота (яп. 横田 耕作, нар. 23 липня 1947, префектура Хьоґо, Японія) — японський майстер бойових мистецтв, шихан 9-го дана шотокан карате, засновник і головний інструктор організації Asai Shotokan Association International (ASAI). Відомий своєю технічною майстерністю, дослідницькою діяльністю та популяризацією стилю Асай-рю будо карате.

## Біографія
Йокота розпочав свій шлях у бойових мистецтвах у 1960 році, коли у віці 13 років почав займатися дзюдо в поліцейському відділенні префектури Хьоґо. Через три роки, вражений майстерністю товариша, який практикував карате, він перейшов до занять шотокан карате в додзьо, афілійованому з Японською асоціацією карате (JKA) у місті Кобе. Його наставником був майстер Суґано, віце-голова JKA, під керівництвом якого Йокота завершив інструкторський курс у 1982 році.
У 1973 році Йокота переїхав до Філадельфії, США, де працював повноцінним інструктором у штаб-квартирі ISKF та був особистим помічником майстра Оказакі. У 2002 році він приєднався до організації JKS під керівництвом майстра Тецухіко Асая, залишаючись її відданим членом до 2009 року.

## ASAI та стиль Асай-рю
У 2013 році Йокота заснував міжнародну організацію Asai Shotokan Association International (ASAI) на честь свого наставника, майстра Тецухіко Асая. Метою ASAI є збереження та розвиток технік Асай-рю будо карате, що поєднує класичні шотокан ката з елементами інших стилів, включаючи рухи з використанням нунчаку та сай. Організація активно використовує інтернет для поширення знань та комунікації з учнями по всьому світу.

## Дослідницька та літературна діяльність
Йокота є автором низки книг, присвячених технічному та філософському аналізу шотокан карате:
- Shotokan Myths (2010)
- Shotokan Mysteries (2013)
- Karatedo Paradigm Shift (2017)
- Shotokan Transcendence

Він також є співавтором серії Kata Kyohon (2011–2012) та регулярно публікується в спеціалізованих журналах, таких як Shotokan Karate Magazine, Masters та Classical Fighting Arts.

## Сучасна діяльність
Йокота активно проводить семінари та майстер-класи по всьому світу, поширюючи знання про Асай-рю карате. Він також є головним інструктором додзьо Byakkokan у Сан-Хосе, Каліфорнія, та співпрацює з онлайн-платформою KarateCoaching, надаючи навчальні матеріали для каратистів різного рівня підготовки.

## Значущість
Коусаку Йокота є однією з ключових фігур у сучасному шотокан карате. Його внесок у розвиток та популяризацію стилю Асай-рю, а також його літературна діяльність, мають значний вплив на світову спільноту карате. Його книги та статті використовуються як навчальні матеріали в багатьох додзьо по всьому світу, а його семінари приваблюють учнів з різних країн.